# União das Igrejas Evangélicas Congregacionais na Bulgária
A União das Igrejas Evangélicas Congregacionais na Bulgária (em búlgaro Съюз на евангелските съборни църкви) é uma denominação protestante de tradição reformada e orientação congregacional, fundada em 1858 por missionários norte-americanos da Junta Americana de Comissionados para Missões Estrangeiras. É uma das igrejas evangélicas históricas da Bulgária.

## História
A história da denominação remonta a 1858, quando missionários congregacionais dos Estados Unidos iniciaram um trabalho missionário na Bulgária, então parte do Império Otomano. Dentre os principais nomes, destacam-se Elias Riggs, Cyrus Hamlin, Albert Long e Charles Morse, que atuaram tanto na evangelização quanto na educação, sendo responsáveis pela tradução da Bíblia para o búlgaro moderno.
Em 1875, foi fundada a Sociedade Evangélica Búlgara, com o objetivo de unir os evangélicos no país e coordenar os esforços missionários e eclesiásticos.
Em 1888, a União das Igrejas Evangélicas Congregacionais na Bulgária foi oficialmente organizada.
Durante o regime comunista, a denominação enfrentou intensa perseguição. Em 1949, o governo declarou ilegais as igrejas evangélicas independentes e prendeu vários líderes, inclusive pastores congregacionais. Muitas congregações foram forçadas a se reunir em segredo ou fechar as portas.
Com a queda do regime comunista em 1989, a União foi restabelecida e recuperou sua liberdade de culto. Desde então, suas igrejas se espalharam por toda Bulgária, com presença maior na região sul.

## Doutrina e estrutura
A denominação adota uma forma de governo congregacional, com igrejas locais autônomas que cooperam por meio da União. Sua teologia é reformada, com ênfase na soberania de Deus, na centralidade das Escrituras e na salvação pela graça mediante a fé. 
A UIECB também possui um seminário para a formação de pastores e líderes, além de manter relações com igrejas congêneres na Europa e nos Estados Unidos.

## Relações intereclesiásticas
A União das Igrejas Evangélicas Congregacionais na Bulgária é membro da Comunhão Mundial das Igrejas Reformadas e da Fraternidade Mundial Evangélica Congregacional, mantendo também parceria com organizações missionárias, como a Global Ministries.

## Estatísticas
De acordo com estimativas recentes, a denominação conta com cerca de 36 congregações e aproximadamente 5.000 membros.